# Volkskundlich-Kulturwissenschaftliche Schriften
Volkskundlich-kulturwissenschaftliche Schriften, kurz VOKUS, waren eine halbjährlich erscheinende wissenschaftliche Zeitschrift, die von 1998 bis 2012 im Namen der Hamburger Gesellschaft für Volkskunde herausgegeben wurde. Sie war die Nachfolgerin des seit 1991 erscheinenden Hamburger Platt. Mitteilungen aus dem Institut für Volkskunde Hamburg. 2007 war sie als einzige deutsche Volkskundezeitschrift im Internet als Volltext verfügbar.
Sie wurde ab 2014 fortgesetzt von der Open-Access-Zeitschrift: Hamburger Journal für Kulturanthropologie (hjk).